# Elizabeth Comptonová, hraběnka z Northamptonu
Elizabeth Comptonová, hraběnka z Northamptonu (19. srpna 1694 – 13. března 1741), suo iure 15. baronka Ferrersová z Chartley, byla britská šlechtična.
Elizabeth byla dcerou ctihodného Roberta Shirleyho, nejstaršího syna Roberta Shirleyho, 1. hraběte Ferrerse. Po smrti svého otce (v roce 1698) a bratra (v roce 1714) se Elizabeth stala dědičkou svého dědečka. V roce 1716 se provdala za Jamese Comptona, lorda Comptona; po smrti svého dědečka v roce 1717 se stala baronkou Ferrersovou z Chartley, a když její manžel v roce 1727 zdědil hrabství, stala se hraběnkou z Northamptonu.
Zemřela v březnu 1741 ve věku 46 let. Lord Northampton zemřel v roce 1754 a jeho nižší titul barona Comptona zdědila jeho dcera Charlotte. Byla manželkou George Townshenda, 4. vikomta Townshenda, později prvního markýze Townshenda.